# Adolf von Glümer
Heinrich Karl Ludwig Adolf von Glümer fue un general de infantería prusiano.

## Biografía

### Familia
Era hijo del capitán prusiano a. D. Christian Ludwig von Glümer (nacido en 1772) y de su esposa Wilhelmine, nacida Spohr.
Glümer se casó con Karoline Herzog el 29 de junio de 1847 en Halberstadt. El posterior Mayor General Weddo von Glümer (1848-1918) nació de este matrimonio.

### Carrera militar
El 1 de marzo de 1831 Glümer se unió al 26.º Regimiento de Infantería del Ejército prusiano, donde fue promovido a Teniente Segundo el 14 de junio de 1832, y asistió a la Academia Militar Prusiana en 1835/38. Entre 1842 y 1843 fue asignado a la Brigada de Artillería de la Guardia y después al departamento topográfico del Estado Mayor General. Entre 1847 y 1851 fue adjunto de la 7.ª Brigada del Landwehr, participó en la campaña de 1849 contra los insurgentes en Baden, en 1856 se hizo mayor en el Estado Mayor General de la 11.ª División, y en 1858 fue transferido al VI Cuerpo de Ejército.
En 1859 Glümer se convirtió en comandante del Batallón de Fusileros en el 23.º Regimiento de Infantería en Neisse, después en director de la escuela de división ahí y poco después en teniente coronel. En octubre de 1861 pasó a ser coronel al mando del 1.º Regimiento de Granaderos de Prusia Occidental N.º 6.
Durante la guerra austro-prusiana, Glümer fue nombrado mayor general y lideró una brigada de la división del General von Beyer en el Ejército del Meno, que tomó parte en la campaña del Meno y en las batallas de Hammelburg, Helmstadt, Roßbrunn y Würzburg. Después de la campaña, Glümer se convirtió en comandante de la 32.ª Brigada de Infantería en Trier y asumió el mando de la 13.ª División el 18 de julio de 1870.
Durante la guerra franco-prusiana, tomó parte en la batalla de Spicheren, ocupando Forbach el 7 de agosto y luchó en la batalla de Borny-Colombey y también en la batalla de Gravelotte así como en muchas pequeñas batallas ante Metz, hasta que el 3 de octubre fue nombrado jefe de la división gran ducal de Baden. Glümer, que inicialmente estaba enfermo, solo pudo tomar el mando en Dijon el 9 de diciembre y luchar en la victoriosa batalla de Nuits Saint Georges el 18 de diciembre. En la batalla del Lisaine, Glümer estuvo al mando en Montbéliardand y mantuvo esta posición desfavorable contra todos los ataques enemigos. Por sus logros, recibió la Cruz de Hierro en ambas clases. Además, el 28 de enero de 1871 recibió la Cruz de Comandante de Primera Clase de la Orden al Mérito Militar de Carlos Federico y el 5 de febrero de 1871 la Pour le Mérite.
Tras la paz, fue nombrado comandante de la 29.ª División en Friburgo de Brisgovia, y el 8 de marzo de 1873, Glümer se convirtió en gobernador de la fortaleza de Metz. Poco después, el 11 de octubre de 1873, fue ascendido a General de Infantería.

## Honores
- Reino de Prusia:
  - Caballero de Honor de la Orden de San Juan, 1863; Caballero de Justicia, 1867[1]
  - Cruz de Comandante de la Real Orden de Hohenzollern, con Espadas, 1866; Cruz de Gran Comandante con Espadas en Anillo, 17 de junio de 1880[1]
  - Cruz de Hierro (1870), 2.ª y 1.ª Clases
  - Pour le Mérite (militar), 5 de febrero de 1871[1]
  - Caballero de la Orden del Águila Roja, 1.ª Clase con Hojas de Roble y Espadas en Anillo, 27 de marzo de 1873[1]
- Gran Ducado de Baden: Comandante de la Orden al Mérito Militar de Carlos Federico, 1.ª Clase, 28 de enero de 1871